# Suur-Apja järv
Suur-Apja järv (Stora Apjasjön) är en sjö i södra Estland. Den ligger i Valgamaa, 220 km söder om huvudstaden Tallinn. Suur-Apja järv ligger 72 meter över havet. De ligger vid byn Koobassaare i kommunen Karula vald. Tillsammans med den närliggande Väiku-Apja järv (Lilla Apjasjön) utgör den sjösystemet Apja järved som avvattnas av ån Hargla oja. Dess storlek är 0,41 kvadratkilometer.
Trakten ingår i den hemiboreala klimatzonen. Årsmedeltemperaturen i trakten är 3 °C. Den varmaste månaden är juli, då medeltemperaturen är 18 °C, och den kallaste är februari, med −10 °C.